# リヴィングストン (漫画)
『リヴィングストン』は、原作前川知大、作画片岡人生による日本の漫画作品。講談社の『モーニング』にて、2009年35号から2015年10号まで月一で連載された。

## あらすじ
人間の運命の9割は魂によって定められている。現世でその運命を全うした魂は来世へとつながれ成長を続ける。だが、中には予定外に死亡し、運命どおりにいかず、石となり砕け散ってしまう魂もある。それを防ぎ魂を適切に管理することが、桜井と天野の仕事である。魂が消えゆく危機にある時、2人は現れる。

## 用語・アイテム
カメラ
桜井が所有する特殊なデジタルカメラ。撮影することで、魂の予定進行率（高いほど良質の魂）と余生を知ることが出来る。
魂石（こんせき）
魂が予定外の事件・事故で死亡した時に身体から出る魂。砕け散ることもあれば、綺麗なまま保存されている魂石もある。破片が染みこんだ場所はネガティブなパワーを帯、更なる予定外の事故を呼び込んでしまう。
河原などにもかなり転がっているため、普通の人間には普通の石と見分けがつかない。ただし時枝と天野は見分けられる。
シミケモノ
ネガティブポイントに発生している憑き物。天野に清掃されると魂石の破片になる。
ネガティブポイント
簡単に言えば「いわくつき」の場所。
魂（たましい）
本来は5千年の寿命があり、人から人へと引き継がれていくものだが、予定外の事故で予定を全うできなかったら砕け散る。
魂の許し
対象者から魂を抜き取るために必要な儀式。本人の承認が無いと天野は魂を抜き取ることができない。
鎮魂（たましずめ）
本人の魂を他人の身体（死亡した身体）に移す行為。魂を抜き取り、身体にそっと落とすように入れる。

## 登場人物

### 主要人物
桜井 祥蔵（さくらい しょうぞう）
本作の主人公。魂を管理する者を務める青年。肉体から離れた魂石から死亡時の記憶を読み取ることが出来る。仕事は天野が魂石を抜き取った後に遺体が見つからないよう処理すること。
一見すればサラリーマン風の成人男性だが、子供っぽく感情的になることもある。「魂石回収業・清掃業」と書かれた名刺を持ち歩いている。
天野（あまの）
本作のキーマン。桜井の相棒。未成年の少年。魂が予定外の死を迎えて生じた負の力場＝ネガティブポイントを掃除できる。仕事は魂石を抜き取ること。体内には人間とは違う「石」が入っていて魂が無い。そのため痛覚が無い。普通の石と魂石をある適度見分けられる。
常識とモラルが欠落しており、桜井曰く「冷血」。仕事のために派遣されており、ものにはすぐ飽きるが、のめり込みは早い。見る人が見れば美少年で、一部の者から自身の性格に反して好意的に接せられることがある。
時枝（ときえだ）
桜井達に指示を出している中年の男性。普段は河原で石屋を営んでいる。普通の石と魂石が見分けられる。
時枝香依（ときえだ かえ）
時枝の娘。時折、桜井達をサポートしている。

## 書籍情報
- 前川知大（原作）、片岡人生（作画）『リヴィングストン』 講談社 〈モーニングKC〉、全4巻
  1. 2010年11月22日発行、ISBN 978-4-06-361979-9
  2. 2014年3月20日発行、ISBN 978-4-06-388317-6
  3. 2014年10月23日発行、ISBN 978-4-06-388383-1
  4. 2015年4月23日発行、ISBN 978-4-06-388450-0